# La Señora de Fátima
La señora de Fátima es una película española de 1951 dirigida por Rafael Gil y protagonizada por Inés Orsini, Fernando Rey y Tito Junco.

## Reparto
- Inés Orsini es Lucía Abóbora.
- Fernando Rey es Lorenzo Duarte.
- Tito Junco es Oliveira.
- José María Lado es Antonio Abóbora.
- María Dulce es Jacinta Marto.
- Eugenio Domingo es Francisco Marto.
- Antonia Plana es María Rosa.
- Julia Caba Alba es Olimpia.
- Félix Fernández es Marto.
- Rafael Bardem es Padre Manuel.
- Fernando Sancho es Comunista 1.
- Juan Espantaleón es Gobernador.
- Mario Berriatúa es Manuel.
- Antonio Riquelme es Carballo.
- Milagros Leal
- Erico Braga
- Camino Garrigó
- Julia Delgado Caro
- Francisco Bernal
- Adriano Domínguez
- Ramón Elías
- Salvador Soler Marí
- Adela Carboné
- Matilde Muñoz Sampedro es Andrea.
- Concha López Silva
- Dolores Bremón
- María Rosa Salgado es Helena.
- José Nieto es Peregrino.
- Pepito Maturana es Niño.
- José Prada
- Luis Pérez de León.
- Ángel Álvarez

## Premios
7.ª edición de las Medallas del Círculo de Escritores Cinematográficos
| Categoría                          | Nominación | Resultado |
| ---------------------------------- | ---------- | --------- |
| Premio especial a actor secundario | José Nieto | Ganador   |